# Be'eri mészárlás
2023. október 7-én, a 2023-as Izrael–Hamász háború kezdeti támadásaiban a Hamász mintegy 70 fegyverese mészárlást vitt véghez Be'eriben, egy izraeli kibucban a Gázai övezet közelében. A támadásban legalább 130 ember vesztette életét, köztük nők, gyerekek,  és csecsemők, a gazdálkodó közösség lakossága 10%-ának életét követelve. Több tucat házat felgyújtottak. Ez az incidens  egy sor más mészárlással  és több szomszédos izraeli közösségben végrehajtott terrorakcióval egyidejűleg történt, beleértve a Netiv haAsarában, a Kfar Azában és a Rei'm zenei fesztiválon elkövetett tömeggyilkosságot. A világ demokratikus országai terrorcselekménynek minősítették a mészárlást.
A terroristák túszokat ejtettek, ami a nemzetközi jog szerint háborús bűnnek minősül, ez a cselekmény vezetett az izraeli védelmi erőkkel (IDF) való összetűzéshez.

## Háttér
A Be'eri kibuc egy veteránok által 1946-ban alapított település, amely a Gázai Övezet közelében található. Tagjai nagyrészt politikailag a világi baloldalon állnak és lakói között sok békeaktivista van, például a szóban forgó támadás közben meggyilkolt Vivian Silver.
A kibucnak a támadás előtt körülbelül 1200 lakosa volt, és az Eshkol Regionális Tanács legnagyobb településeként tartották számon.

## Támadás
A Be'erit célzó Hamász-erők az Abed al-Rahman vezette Izz ad-Din al-Kasszám Brigádok Nuseirat zászlóaljhoz tartozó fegyveresekből álltak. 2023. október 7-én reggel 6 óra 30 perckor a Hamász fegyveresei rakétákat kezdtek lőni a kibucra. Egy másik palesztin fegyveres csoport, a DFLP később kijelentette, hogy csapatai (Nemzeti Ellenállási Brigád néven) szintén harcoltak az IDF ellen Be'eriben. Körülbelül 90 fegyveres  motorokon és egyéb járműveken tört be a kibucba és a bejáratnál megölték a biztonsági személyzetet. Miután elfoglalták a kibucot, elkezdtek házról házra járni, hogy lelőjék vagy elfogják a lakókat. Az épületekre is lőttek, néhányat közülük felgyújtottak. A fegyvereseket egy "forgatócsoport" és egy "újságíró" kísérte, akik dokumentálták a támadást és a palesztinok győzelmeként értékelték azt. Sok lakos megpróbált az általuk hasonló esetekre kiépített biztonsági szobákban elrejtőzni, de a fegyveresek felrobbantották a biztonsági szobák ajtaját, és megölték a bent tartózkodókat.
A fegyveresek legalább 50 embert túszul ejtettek a be'eri étkezőben,  többeket elraboltak, és elvittek a Gázai övezetbe. Az egyik túszul ejtett lakos, Yehudit Weiss holttestét 2023. november 16-án találták meg az Izraeli Védelmi Erők (IDF) katonái a gázai Shifa kórház mellett álló épületben. Amikor az izraeli biztonsági erők ellentámadásba lendültek, a túszokat fogvatartó fegyveresek ellenálltak. Videók bizonyítják, hogy a túszokat mezítláb vezették át a város egyik utcáján.

### Idővonal

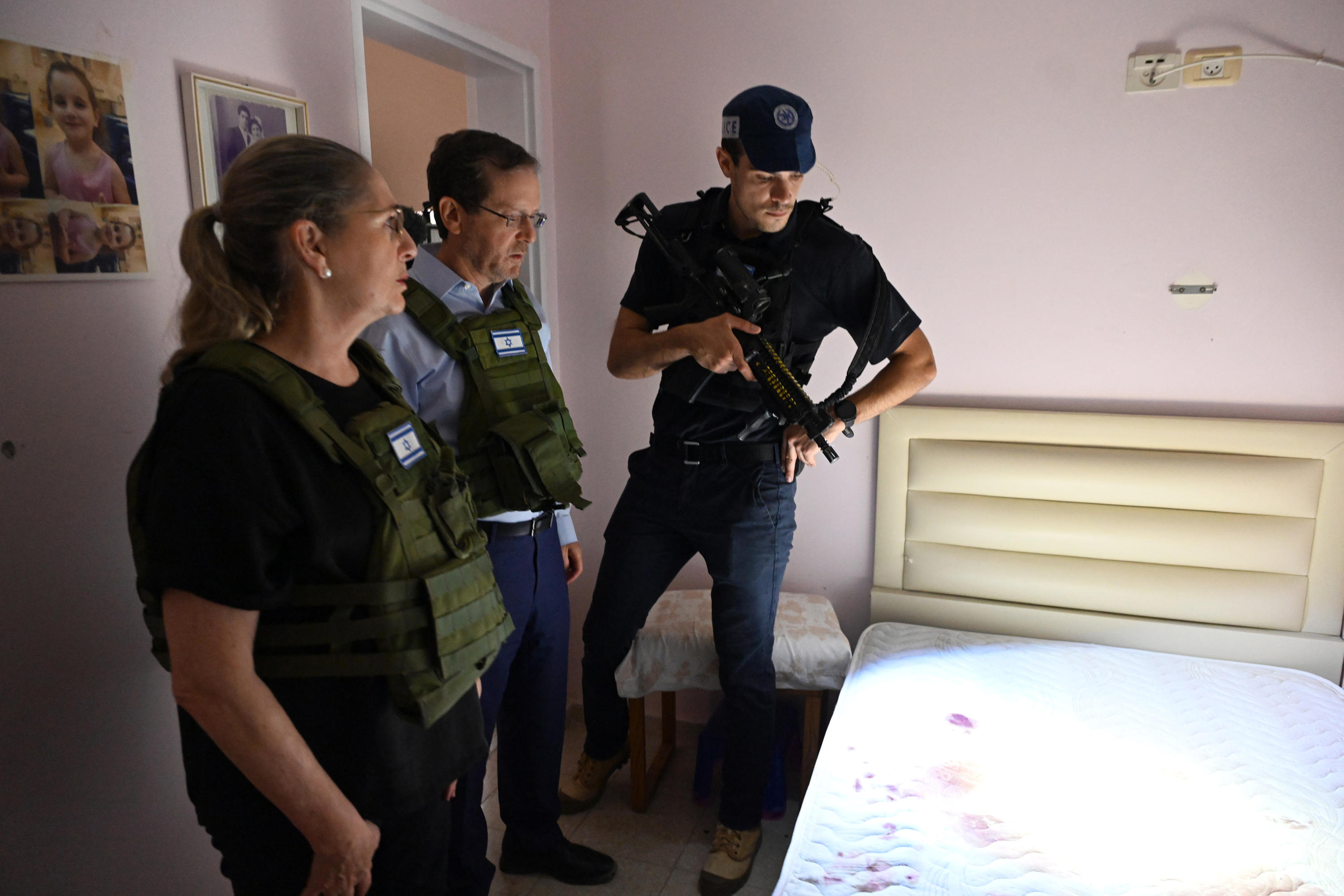
Isaac Herzog izraeli elnök Be'eriben, 2023. október 15-én.

Hozzávetőleges idővonalat állítottak fel a kibuc anyáinak WhatsApp csoportjából származó üzenetek és CCTV- felvételek felhasználásával. A Hamász reggel 6 óra előtt érkezett meg a kibuc kapujához, a fegyveresek először egy járműben ülő  civileket végeztek ki. Reggel 7:10-kor az  a WhatsApp csoporton belüli első néhány üzenet három motorkerékpárról készült kép volt, amelyek mindegyikén két erősen felfegyverzett Hamász-fegyveres indult el a főkapun. Reggel 9:05-kor a Hamász fegyvereseit látták, amint egy holttestet vonszoltak ki az autóból, amelyet a kibuc kapujánál semmisítettek meg.
A WhatsApp csoportban megosztottak a megfelelő ajtózárásról szóló oktatóanyagokat, de nem voltak biztosak abban, hogy a menedékhelyek képesek megállítani a támadókat. A Hamász támadói körbejárták a környéket, lövöldöztek és gránátokat dobáltak, minden házban lemészárolták a lakókat, néhány épületet pedig Molotov-koktélokkal gyújtottak fel. A kibuc lakói a WhatsApp-ot arra használták, hogy tanácsokat osszanak meg egymással és hogy tudassák, hogy hol van biztonságos ház, de az üzenetváltások idővel egyre kétségbeesettebbé váltak, amikor már csecsemők és családtagok haláláról számoltak be.
Két órával a mészárlás kezdete után az izraeli légierő Shaldag egységének húsz desszantosa helikopterrel érkezett Be'eri Kibucba. Közülük nagyon rövid időn belül öten meghaltak, egyet megsebesítettek, legtöbbjüket a kibuc "ikonikus sárga kapuja" közelében. A túlélő desszantosok kénytelenek voltak visszavonulni, és mivel nagyon kevesen maradtak életben, igyekeztek olyan megtámadott települést keresni, ahol kisebb ellenállásba ütköznek. Egy izraeli CH-53D helikoptert a Hamász fegyveresei a földön semmisítettek meg, pár órával a Be'eri kibutznál történt támadás után.
Körülbelül 12 óra elteltével újabb IDF-erők érkeztek, és megölték a terroristák többségét. 18 órával a mészárlás kezdete után az IDF bejelentette, hogy az étkezőben fogvatartott túszokat kiszabadították. A biztonsági erők azonban továbbra is keresték a faluban bujkáló Hamász terroristákat.

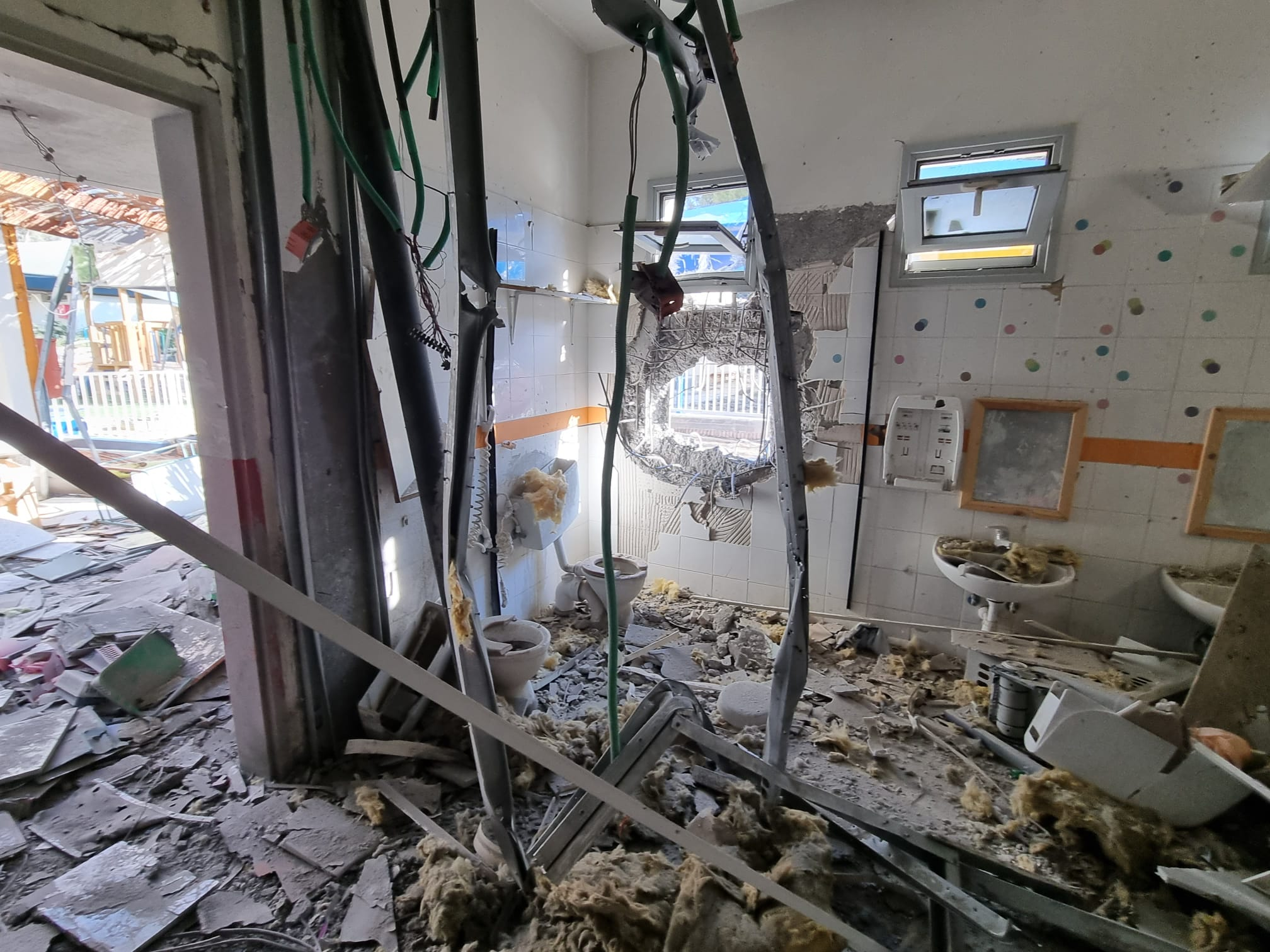
Egy lerombolt óvoda a kibucban

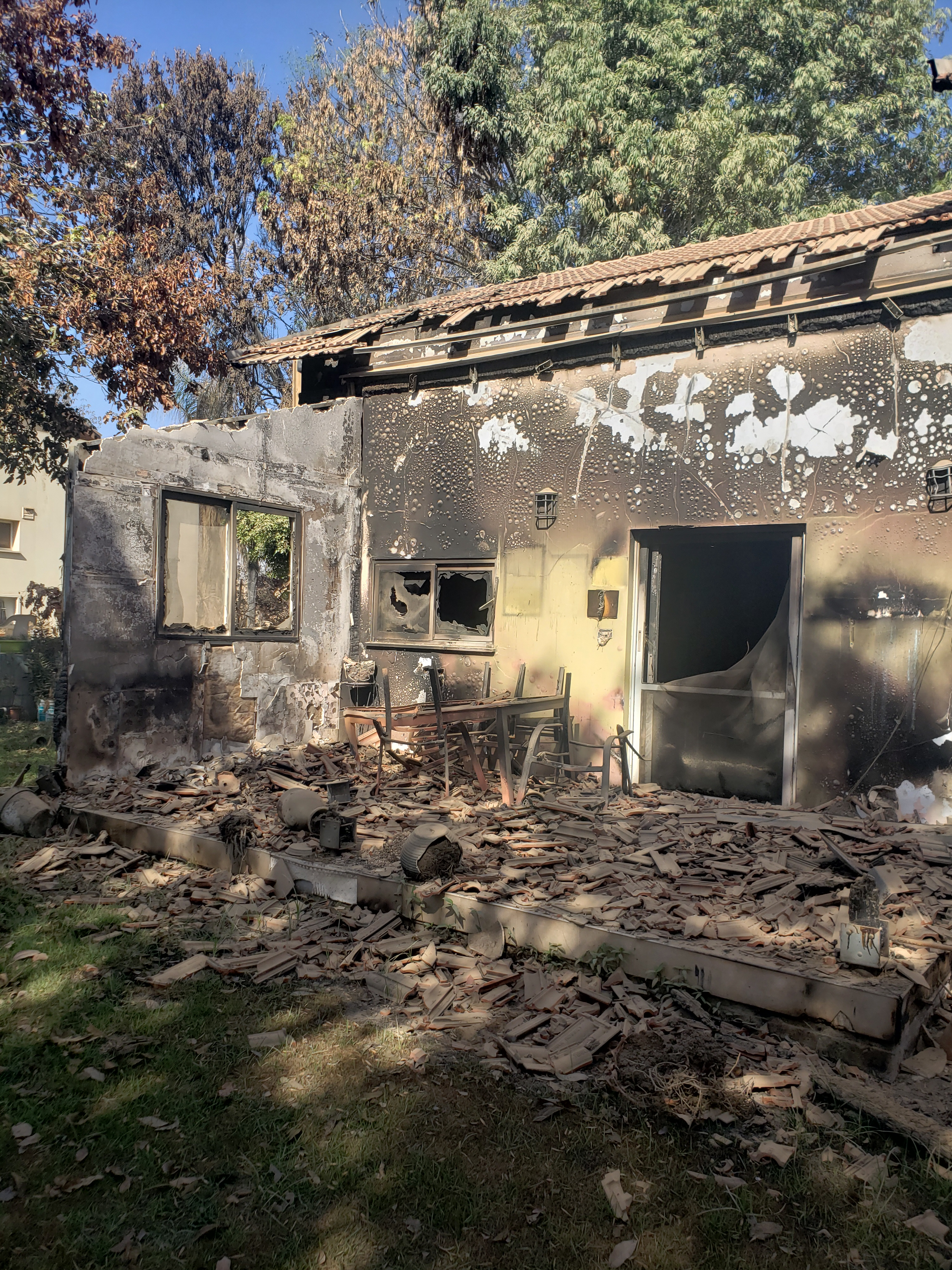
Egy a sok ház közül, amely leégett és megsemmisült a támadás során

A kibuc súlyos veszteségeket szenvedett, nagyon sokan meghaltak és a vagyoni kár is jelentős. Gyakorlatilag teljesen elpusztult.
Yossi Landau, a ZAKA segélyszervezet regionális vezetője a Sky News-nak azt nyilatkozta, hogy a Be'eri és a Kfar Aza kibucban talált holttesteknek körülbelül 80%-án kínzás jelei láthatók, ezen kívül „két, egyenként tíz gyerektestből álló holttest halmot találtak a Be'eri Kibucban, a gyerekeknek hátrakötötték a kezét, felgyújtották őket és halálra égtek ".

### Túlélők
Egy lakos később azt mondta a The Times of Israelnek, hogy a kibuc "teljesen elpusztult". Yasmin Porat, akit a palesztin terroristák túszként tartottak fogva Be'eriben, egy interjúban azt mondta, hogy a Hamász többekkel együtt két napig tartotta fogva, amíg az izraeli védelmi erők be nem vették a kibucot október 9-én. Porat azt is állította, hogy az izraeli katonák túszejtőket és túszokat egyaránt megöltek, és egy izraeli tank robbantott fel épületeket, amelyekben túszok is voltak.

## Utóhatások
A jelentések szerint 2023. október 24-én az IDF megölte Abed al Rahmant, a Hamász Nuseirat zászlóaljának parancsnokhelyettesét, aki a Be'eri mészárlást vezette.

## Fordítás
Ez a szócikk részben vagy egészben  a   Be'eri massacre című angol Wikipédia-szócikk ezen változatának fordításán alapul.  Az eredeti cikk szerkesztőit annak laptörténete sorolja fel. Ez a jelzés csupán a megfogalmazás eredetét és a szerzői jogokat jelzi, nem szolgál a cikkben szereplő információk forrásmegjelöléseként.